# فيضانات شمال غرب إيران 2017
فيضانات شمال غرب إيران هي فيضانات ناتجة عن أمطار غزيرة وقعت في شمال غرب إيران في 15 أبريل 2017. اجتاحت الفيضانات عدد من المقاطعات الإيرانية، وهي: مقاطعة أذربيجان الشرقية وأذربيجان الغربية ومحافظة كردستان وزنجان. كانت الفيضانات مؤثرة بشكل كبير في مقاطعة أذربيجان الشرقية، حيث أسفرت الفيضانات عن وفاة 36 شخصًا وفقد 37 آخرين.

## الأسباب
جاءت الفيضانات نتيجة سقوط أمطار غزيرة لمدة يوم تقريبًا بعد ظهر يوم الجمعة، بلغ معدل سقوط الأمطار حوالي 47.1 مم كحد أقصى في آذرشهر موجه من الرياح العاتية بلغت 90 كم/ساعة.

## الضحايا
بلغ من فقدوا حياتهم جراء الفيضانات 40 شخصًا، معظم الضحايا من إقليم أذربيجان الشرقية من بينهم 17 شخصًا احتجزوا في الفيضانات، بينما كانوا يتنقلون تحت جسر فوق سيل شياي عند مدخل قرية غلهارزار. في حين لم يتم منع حركة المرور العادية المؤدية إلى الطريق، وكانت السيارات تنتقل عبر الطريق المجاور لنهر الفيضانات، وفي لحظة وقوع الفيضان كانت 5 سيارات تعبر الطريق، أدى ذلك لمقتل 17 شخص ممن كانوا في السيارات.

## الإنقاذ
قال مدير ناحية عجب شير شمس الدين مراسمي، أنه أعلن حالة الطوارئ في المنطقة بسبب الفيضانات التي ألحقت خسائر كبيرة بممتلكات الحكومة والمواطنين، مشيرًا إلى انقطاع سير المركبات على الطريق الرئيسي للناحية. تم إنقاذ 1.100 شخص في 32 مدينة وقرية في المناطق المتضررة، إلى جانب إفراغ 48 وحدة سكنية مغمورة بالمياه. ذكرت مصادر صحفية أن الدراسة الصباحية والمسائية عطلة يوم السبت في جميع المدارس بمختلف المستويات في مدينة أشنويه في الجزء الجنوبي من منطقة نالوس والجزء الشمالي من قرى جند ملا عيسى ودوستك ولولكان ورشجند وجلاز وشيوه بيرو، بسبب فيضانات النهر وانقطاع الطريق الرئيس في هذه القرى، كما أعلنت المديرية العامة للتعليم والتربية في آذربيجان الغربية تعطيل بعض المدارس في عدد من مدن المحافظة يوم السبت بسبب السيول واستمرار تساقط الأمطار.